# Luis Eduardo Espinosa Pérez
Luis Eduardo Espinosa Pérez (Ciudad de México, 27 de junio de 1956-7 de abril de 2023) fue un político mexicano, miembro del Partido de la Revolución Democrática (PRD). Fue diputado federal de 2003 a 2006.

## Biografía
Fue pasante de la licenciatura en sociología, egresado de la Facultad de Ciencias Políticas y Sociales de la Universidad Nacional Autónoma de México (UNAM).[cita requerida]
Entre 1979 y 1981 se trasladó a Nicaragua, donde fungió como secretario municipal del Frente Sandinista de Liberación Nacional en Palacagüina, Telpaneca y San Juan del Río Coco, departamento de Madriz. Fue fundador y miembro de la dirección nacional de la Asociación Cívica Nacional Revolucionaria, miembro del Partido Mexicano de los Trabajadores, del que fue presidente del comité estatal en el estado de México de 1985 a 1987, luego del Partido Mexicano Socialista, del que ocupó el cargo de secretario de Organización en el mismo estado de México de 1987 a 1988 y finalmente miembro fundador del PRD desde 1989.[cita requerida]
En el PRD ocupó los cargos de asesor de la comisión Patrimonial y Fomento Industrial de la Cámara de Diputados en la LV Legislatura de 1991 a 1994, y secretario técnico de la Comisión de Abasto y Bienes de Consumo y Servicios en la LVI Legislatura de 1994 a 1996; en el comité ejecutivo nacional (CEN) del partido, fue secretario de Asuntos Municipales de 1996 a 1999 cuando Andrés Manuel López Obrador ocupaba la presidencia del CEN, y secretario de Formación Política de 1999 a 2002 durante la presidencia de Amalia García; de 2002 a 2003 fue coordinador nacional de la corriente interna Nueva Izquierda.[cita requerida]
En 2003 fue elegido diputado federal por la vía de la representación proporcional a la LIX Legislatura desde ese año hasta el 2006. En la Cámara de Diputados ocupó los cargos de secretario de la comisión de investigación (Construcciones Prácticas, S.A. de C.V.) encargada de revisar la legalidad de los contratos de obra pública, otorgados por organismos descentralizados o empresas de participación estatal mayoritaria, a la empresa Construcciones Prácticas, S.A., así como integrante de las de Gobernación; de Radio, Televisión y Cinematografía; Especial para dar seguimiento a las investigaciones relacionadas con los feminicidios en la República Mexicana y la procuración de justicia vinculada, y Especial para obtener información relacionada con la aplicación de programas y fondos federales durante el desarrollo de los procesos electorales del estado de Durango.[cita requerida]
Posteriormente fue secretario de Derechos Humanos, y de Estudios y Programas del comité nacional del PRD. Fue comunicado su fallecimiento el 7 de abril de 2023 mediante un tuit de Guadalupe Acosta Naranjo.